# Royden Rabinowitch
Royden Rabinowitch, né à Torontoen Ontario, est un sculpteur canadien. Il est le frère jumeau du sculpteur David Rabinowitch. 
Royden Rabinowitch commence sa carrière à Toronto. Sa première exposition solo se tient à New York en 1978, à la galerie John Weber. Dès 1985, il fait l'objet d'une première rétrospective au Städtisches Museum Abteiberg, Mönchengladbach, en Allemagne. Appartenant à la veine minimaliste, son travail a été influencé par le mathématicien Henri Poincaré. Ses sculptures reposent ainsi sur des structures géométriques auxquelles il ajoute une touche graphique, comme sa série réalisée entre 1965 et 1970 de sculptures coniques recouvertes de graisse.
Les œuvres de Royden Rabinowitch se retrouvent dans plusieurs collections prestigieuses à travers le monde, y compris le musée Solomon R. Guggenheim, à New York, le Städtisches Museum Abteiberg,  Stedelijk Museum, à Amsterdam, la Neue Nationalgalerie, à Berlin, le Kunsthaus à Zürich, le Musée d'art moderne et contemporain de Genève, le Musée des beaux-arts de La Chaux-de-Fonds, la National Gallery of Australia, à Canberra, au Kunstmuseum de Berne, Fitzwilliam Museum, à Cambridge et au Musée des beaux-arts de Montréal.
En 2002, il est élu Officier de l'Ordre du Canada.
Son enseignement a également influencé nombre d'artistes, que ce soit à l'Ontario College of Art de Toronto, à l'Université Yale à New Haven ou à Oxford en Grande-Bretagne dans la chaire précédemment occupée par Henry Moore.